# 神吉綾子
神吉 綾子（かんき あやこ、1987年10月23日 - ）は日本の元グラビアアイドル、元女優。プレミアムエンターテインメントに所属していた。

## 人物
- 趣味は熊のグッズ集め、ショッピング、アニメを見る、漫画を読むこと。
- 特技は料理、ピアノ、理数系科目。
- 筆記検定3級の資格を持つ。

## 引退
2007年5月31日をもって所属事務所を辞め、同時に芸能界も引退した。
最後の更新になった6月1日付けのブログ（現在は削除）によると、引退の理由はグラビアの仕事をさせたい事務所と舞台に出演したい本人との仕事に対する考え方の相違、元々SEXY系のポーズなどはやらない約束で始めたはずのグラビアの仕事での露出度の高さに対する拒否感、そしてマネージャーとの信頼関係が無くなったことだったという。

## 出演
テレビ番組
- 「GOOD LOOKIN′CLUB」（日本テレビ）レギュラー
- 「ひるたま」（テレビ埼玉）レポーター
- 「Club AT-X」（AT-X（スカイパーフェクTV!））イメージガール
- 「ファンキー・ホラー・ショー2」（スカイパーフェクTV!）ホラーガール
- 「あきと由佳のIDOL☆PARK」（つくばテレビ）
- 「美少女研究所」（テレビ東京）アシスタント

舞台公演
- 「K's PRODUCE vol.3 EX公演『クリスマスナイツ～聖夜のファンタジスタ～』」（2006年12月20日～24日 大塚萬劇場）

## 作品
雑誌
- Bejean - Bejean女学館（2006年12月号、2007年3月号[注釈 1]）

DVD
- 「Fresh 神吉綾子」マーレ（2006.11 / MMR-24）
- 「柑橘娘」ベガファクトリー（2007.5 / VEDV-102）[1]